# Heinrich Ferdinand Hofmann

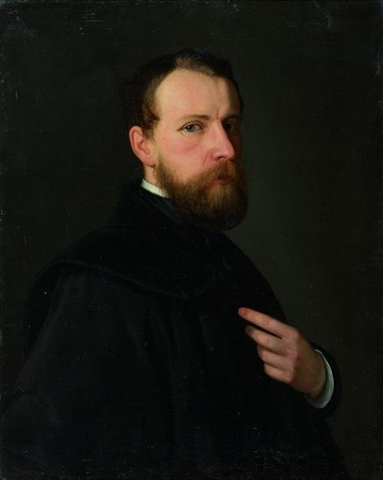
Selbstporträt mit schwarzem Umhang

Heinrich Johann Michael Ferdinand Hofmann (* 19. März 1824 in Darmstadt; † 23. Juni 1911 in Dresden) war ein deutscher Maler und Illustrator.

## Leben
Heinrich Hofmann wuchs in einer sehr kunstinteressierten Familie auf. Sein Vater, der Publizist und Hofgerichtsadvokat Heinrich Karl Hofmann (1795–1845), malte Aquarelle, seine Mutter Sophie Hofmann, geb. Volhard (1798–1854) gab vor ihrer Ehe Kunstunterricht und seine vier Brüder waren alle künstlerisch begabt. Neben seinem Bruder Rudolf war Heinrich der Einzige, der das Malen zu seinem Beruf machte. Er war der Onkel von Ludwig von Hofmann.
Den ersten Kunstunterricht erhielt Hofmann bei dem Hofkupferstecher Ernst Rauch in Darmstadt. 1842 wechselte er zur Kunstakademie Düsseldorf und trat dort in die Malklasse von Theodor Hildebrandt ein. Später wurde er in das Atelier von Wilhelm von Schadow aufgenommen und schuf dort sein erstes größeres Werk, eine Szene aus der Geschichte des Langobardenkönigs Alboin.
Es folgten Studienreisen nach Holland und Frankreich. 1846 besuchte Hofmann die Kunstakademie in Antwerpen. Nach einem längeren Aufenthalt in München, kehrte er 1848 nach Darmstadt zurück und begann eine intensive Phase der Porträtmalerei. Die politischen Aktivitäten seiner Familie verschafften ihm Zugang zu einflussreichen Persönlichkeiten. In dieser Zeit entstanden zwei Porträts von Heinrich von Gagern und eins von Justus von Liebig (das Porträt Justus von Liebigs ist im Besitz der britischen Royal Collection). 1851 reiste Hofmann nach Dresden mit dem Ziel, die Gemäldegalerie zu studieren. Im Jahre 1853 begab er sich nach Prag und malte dort das Porträt von Dr. Beer, dem Generalgroßmeister der Kreuzherrenbruderschaft.
1853 kehrte Hofmann nach Darmstadt zurück und zu Beginn des Jahres 1854 starb seine geliebte Mutter. Ihr Tod bewegte ihn tief und inspirierte ihn, sein erstes größeres Werk mit religiöser Thematik zu malen, eine „Grablegung Christi“.
Im Herbst 1854 brach er nach Italien auf. Der erste längere Aufenthalt in Venedig wurde genutzt, um Giorgione, Bellini und Giotto (im nahe gelegenen Padua) zu studieren. Nach einem zweimonatigen Aufenthalt in Florenz reiste Hofmann im Januar 1855 nach Rom. Die intensive Korrespondenz mit seiner Familie und vor allem seine ausführlichen Tagebucheintragungen aus dieser Zeit geben Einblick in sein künstlerisches Schaffen. Die Kunstwerke der Antike, des Christentums und der Renaissance beeindruckten ihn tief.
Kurz nach seiner Ankunft in Rom wurde er bei Peter von Cornelius eingeführt und war dort häufig zu Gast. Als er 1854 mit dem Bild „Die Gefangennehmung Christi“ begann, erregte dieses Werk das Interesse von Cornelius, und er begleitete Hofmann vier Jahre lang mit seinem Rat. 1858 wurde das Bild fertiggestellt und von der großherzoglichen Gemäldegalerie in Darmstadt angekauft.
1858 kehrte Hofmann nach Darmstadt zurück und verheiratete sich im darauffolgenden Jahr mit Elisabeth Werner. Die Ehe blieb kinderlos.
Es folgte wieder eine Zeit der Porträtmalerei; außerdem schuf er in dieser Zeit ein großes Altarbild für die Kirche in Obermörlen (Hessen): „Madonna mit dem Christkind und Paulus und Petrus“. Etwas später entstand das Altarbild der Kirche in Væggerløse auf Falster (Dänemark): „Auferstandener Christus“.
1862 zog das Ehepaar Hofmann nach Dresden. 1870 wurde Heinrich Hofmann als Nachfolger von Professor Johann Carl Baehr an die Kunstakademie von Dresden berufen, deren Ehrenmitglied er bereits war. 1872 wurde ihm die große goldene Medaille von König Johann verliehen und später von König Albert der Albrechtsorden. 1891 starb Hofmanns Gemahlin, und bald darauf zog er sich von der Kunstakademie ins Privatleben zurück. Aus seinen Briefen wird deutlich, dass er bis zu seinem Tode, am 23. Juni 1911, noch zahlreiche Werke schuf.
Vier der bekanntesten Werke Hofmanns sind im Besitz der Riverside Church in New York: „Christus und der reiche Jüngling“, „Christus in Gethsemane“, „Der Jesusknabe im Tempel“ und „Bildnis Christi“. Nach Angaben der Riverside Church ist das Bild „Christus in Gethsemane“ das wohl am meisten kopierte Gemälde der Welt.
Hofmanns religiöse Werke haben in den letzten Jahren zunehmend wieder an Bekanntheit gewonnen. Dazu hat vor allem die Veröffentlichung seiner Gemälde und Bleistiftzeichnungen zum Leben Jesu in der Bibelinterpretation „The Second Coming of Christ“ des indischen Philosophen und Yogalehrers Paramahansa Yogananda beigetragen.

## Werke (Auswahl)
Heinrich Hofmann zählte zu den bedeutendsten Malern seiner Generation. In „The Sunday Strand“ – einer damals in England weit verbreiteten Zeitschrift – wird er als der einflussreichste zeitgenössische deutsche Maler bezeichnet. Hofmanns Malstil orientierte sich vor allem an der altdeutschen und altniederländischen Kunst und an den italienischen Meistern. Während seines Aufenthaltes in Rom näherte er sich auch den Nazarenern an, besonders durch den Einfluss von Cornelius; dennoch blieb er zeit seines Lebens den Renaissance-Vorbildern treu. Im Mittelpunkt von Hofmanns künstlerischem Werk stehen religiöse Themen. Er schuf jedoch auch zahlreiche Porträts sowie Bilder mit mythologischen und historischen Darstellungen.

### Gemälde
- König Alboin, 1845

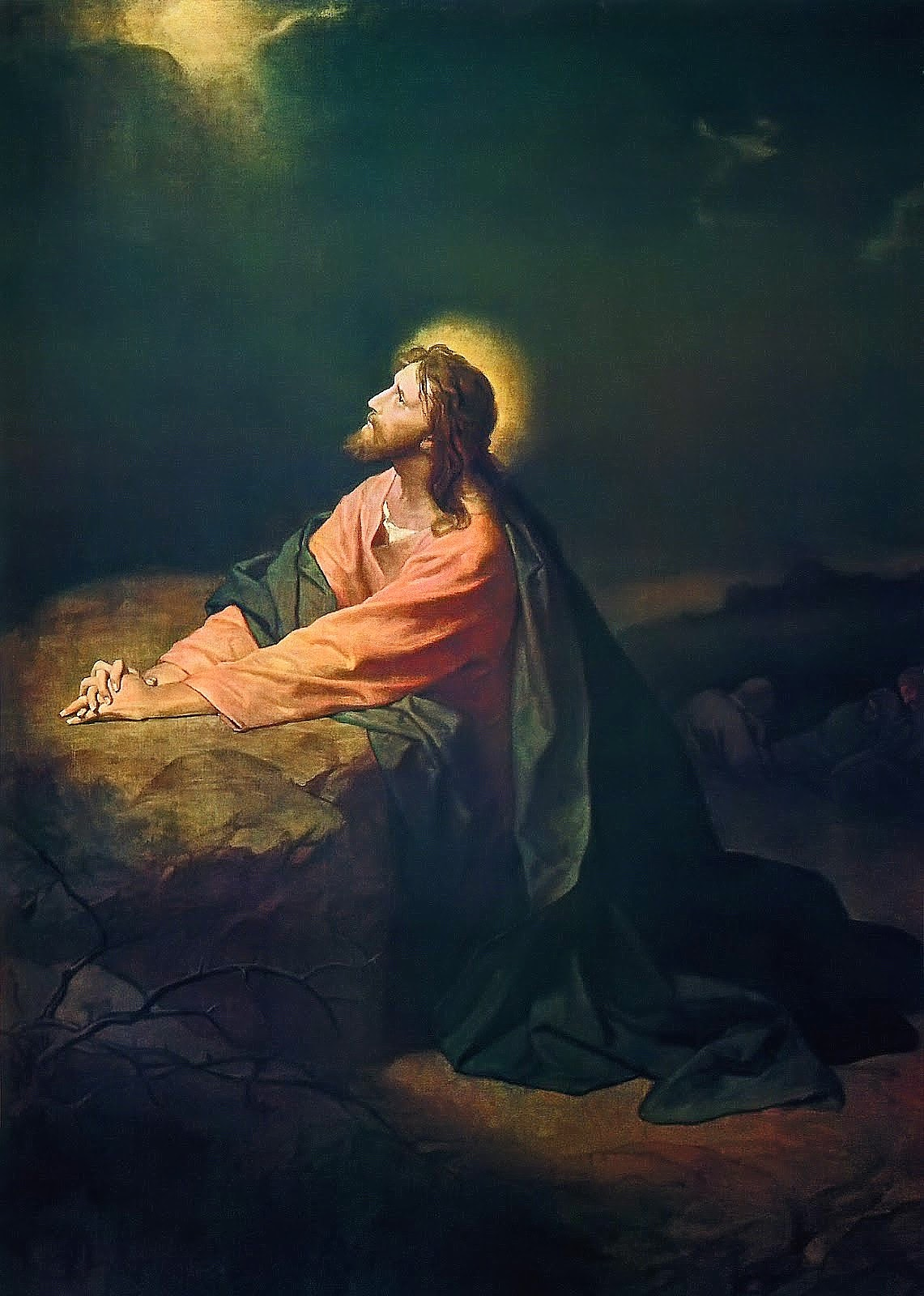
Christus in Gethsemane (1890)

- Heinrich von Gagern, 2 Porträts, 1848
- Peter von Cornelius, Porträt, um 1850, Institut Mathildenhöhe, Darmstadt
- Selbstbildnis, Institut Mathildenhöhe, Darmstadt
- Der Bildhauer Ernst Hähnel, 1852, Gemäldegalerie Neue Meister, Dresden
- Gefangennahme Christi, 1858, Hessisches Landesmuseum Darmstadt
- Altarbild für Kirche in Obermörlen (Hessen), 1860
- Altarbild für Kirche in Vaeggerlose, (Dänemark), 1867
- Die Ehebrecherin vor Christo, 1868, Dresden, Gemäldegalerie Neue Meister
- Christus predigt am See Genezareth, 1875, Nationalgalerie Berlin, Leihgabe an das Landeskirchenamt in Kassel, im Zweiten Weltkrieg zerstört
- Verlobung des Prinzen Albrecht von Wettin mit Zedena v. Böhmen, Wandgemälde, 1878, Albrechtsburg, Meißen
- Großes Deckengemälde im Hoftheater in Dresden: Apotheose der Helden des griechischen Dramas, 1876
- Der Jesusknabe im Tempel (Original), 1881, Gemäldegalerie Neue Meister, Dresden
- Der Jesusknabe im Tempel (Kopie, in Hofmanns Studio, unter seiner Anleitung und teilweise von ihm selbst angefertigt), 1882, Riverside Church, New York
- Der zwölfjährige Jesus im Tempel, (Kopie), 1884, Kunsthalle Hamburg
- Christus bei Maria und Martha, 1888, Privatbesitz, Los Angeles, USA
- Christus und der reiche Jüngling, 1889, Riverside Church, New York
- Christus in Gethsemane, 1890, Riverside Church, New York
- Bildnis Christi, die Linke wie zum Segnen erhebend, 1894, Riverside Church, New York

### Kunstmappen
- Gedenke mein: Ein Weihgeschenk für christliche Familien. 12 Zeichnungen aus dem Leben des Heilandes. München: Ackermann 1886
- Kommet zu mir! Bilder aus dem Leben des Heilandes; Festgabe für Christliche Familien. Breslau 1887
- Friede sei mit Euch: Bilder aus dem Leben des Heilands. München [u. a.]: Hanfstaengl 1898

### Illustrationen
- Shakespeare-Galerie: Charaktere und Scenen aus Shakespeare's Dramen. Gezeichnet von Max Adamo, Heinrich Hofmann u. a. Sechsunddreissig Blätter in Stahlstich, gestochen von Bankel, Goldberg u. a. Mit erläuterndem Text von Friedrich Pecht. Leipzig: Brockhaus 1870.
- Das Neue Testament unsers Herrn und Heilandes Jesu Christi. Nach D. Martin Luthers Übersetzung. Mit 15 Vollbildern in Lichtdr. v. Heinrich Hofmann. Leipzig: Hinrichs 1893

### Nachlass
Briefe, Tagebücher und Aufzeichnungen aus dem Nachlass der Familie Hofmann werden im Hessischen Staatsarchiv Darmstadt verwahrt.